# Isaac Ben-Israel

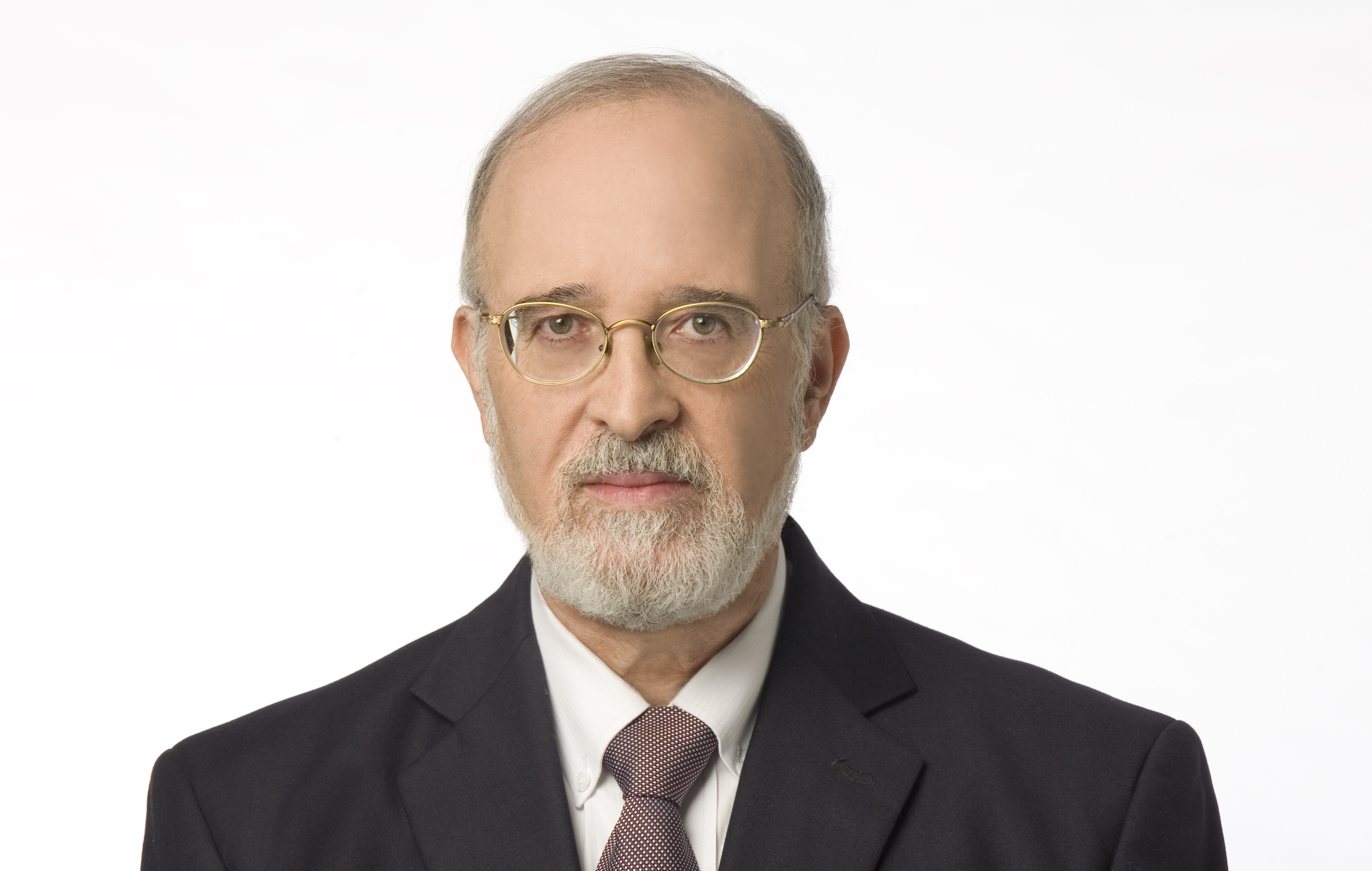
Isaac Ben-Israel (2008)

Isaac Ben-Israel (hebräisch יצחק בן ישראל; * 26. Juli 1949 in Tel Aviv) ist ein israelischer Generalmajor, Militärtheoretiker, Sicherheitsberater und Politiker (Kadima).

## Leben
Ben-Israel besuchte das Hebräische Herzlia-Gymnasium. Er trat 1967 in die Israelischen Luftstreitkräfte (IAF) ein; 2002 wurde er pensioniert. Er studierte Mathematik, Physik und Philosophie an der Universität Tel Aviv. 1988 erwarb er den Ph.D. Er leitete die IAF Operations Research Branch, Analysis and Assessment Division der IAF Intelligence. Von 1991 bis 1997 war er Chefentwickler in der Forschungs- und Entwicklungsabteilung der Israelischen Verteidigungsstreitkräfte. 1998 wurde er zum Brigadegeneral befördert und als Direktor des F&E-Bereichs für Rüstungsfragen im israelischen Verteidigungsministerium, der Administration for the Development of Weapons and Technological Infrastructure, ernannt.
Danach wurde er Professor an der Universität Tel Aviv, wo er von 2002 bis 2004 das Curiel Centre for International Studies und von 2004 bis 2007 das Programm für Security Studies leitete. Von 2002 bis 2004 war er zudem Leiter des Jaffe Centre for Strategic Studies. Ab 2002 organisierte er den Workshop for Science, Technology and Security.
Seit 2005 ist er Chairman der Raumfahrtorganisation Israel Space Agency und des National Council for Research and Development im israelischen Wissenschaftsministerium. 2000 wurde er Advisory Council des Neaman Institute for Advanced Studies in Science and Technology am Technion in Haifa, 2009 Leiter des Zionist Council’s Strategic Forum und 2010 Board-Mitglied des Fisher Institute for Air and Space Strategic Studies. Darüber hinaus ist er im Board of Trustees des Universitätszentrums Ariel in Samarien, Academic Council des Afeka College of Engineering, Mitglied des Scientific Committee des Centre for Technological Analysis and Forecasting in Tel Aviv, der International Academy of Astronautics und des Singapore Research, Innovation and Enterprise Council.
Ben-Israel war von 2007 bis 2009 als Nachrücker für den zum Staatspräsidenten gewählten Schimon Peres Mitglied der Knesset. Er gehörte dem Security and Foreign Affairs Committee, dem Finance Committee und dem Science & Technology Committee an. Außerdem war er Chairman des Homeland Security Sub Committee und der Israeli–Indian Parliamentary Friendship Association. Er begründete 2010 das Israel National Cyber Bureau im Büro des israelischen Ministerpräsidenten Benjamin Netanjahu.
Er war von 2000 bis 2002 im Board of Directors der Flugzeugbaufirma Israel Aerospace Industries und von 2004 bis 2007 der börsennotierten Israel Corporation, von 2003 bis 2007 des Advisory Board für R&D bei Teva Pharmaceutical Industries und 2007 Chairman der TEIC Technion Entrepreneurial Incubator Company. 2003 gründete er RAY TOP Technologies, deren CEO er ist.
Er veröffentlichte zahlreiche militärwissenschaftliche und sicherheitspolitische Schriften, für die er auch ausgezeichnet wurde.
Ben-Israel ist verheiratet und Vater von drei Söhnen.

## Auszeichnungen
- 1972: Israel Defence Award
- 1976: Israel Air Force Award
- 1984: IDF Director of Military Intelligence Prize
- 1990: Yitzhak Sadeh Award
- 2001: Israel Defence Award
- 2002: Singapore Defence Technology Distinguished Award
- 2008: Lions Club „Man of Excellence“